# Siljan (Norvegia)
Siljan este o comună din provincia Telemark, Norvegia.
Are o suprafață de 213,96 km². Populația este de 2.375 locuitori, determinată în 1 ianuarie 2023, prin Folkeregisteret[*].